# Liste des maires de Miami
Cet article dresse par ordre de mandat une liste des maires de la ville de Miami (Floride, États-Unis) :
| Mandat      | Maire                | Parti       | Remarque    |
| ----------- | -------------------- | ----------- | ----------- |
| 1896-1900   | A. G. Lubersmith     | Républicain |             |
| 1900-1903   | J. E. Lemus          | Républicain |             |
| 1903-1907   | John Sewell          | Républicain |             |
| 1907-1911   | F.H. Wharton         | Républicain |             |
| 1911-1912   | S. Rodman Smith      | Républicain |             |
| 1912-1913   | J.W. Watson, Sr.     | Républicain | par intérim |
| 1913-1915   | J.W. Watson, Sr.     | Républicain |             |
| 1915-1917   | P.A. Henderson       | Républicain |             |
| 1917-1919   | J.W. Watson, Sr.     | Républicain |             |
| 1919-1921   | W.P. Smith           | Républicain |             |
| 1921-1923   | C.D. Leffler         | Républicain |             |
| 1923-1925   | P.A. Henderson       | Républicain |             |
| 1925-1927   | Edward C. Romfh      | Républicain |             |
| 1927-1929   | E.G. Sewell          | Républicain |             |
| 1929-1931   | C.H. Reeder          | Républicain |             |
| 1931-1933   | R.B. Gautier         | Républicain |             |
| 1933-1935   | E.G. Sewell          | Républicain |             |
| 1935-1937   | A.D.H. Fossey        | Républicain |             |
| 1937-1939   | Robert R. Williams   | Républicain |             |
| 1939-1940   | E.G. Sewell          | Républicain |             |
| 1940-1941   | Alexander Orr, Jr.   | Républicain |             |
| 1941-1943   | C.H. Reeder          | Républicain |             |
| 1943-1945   | Leonard K. Thomson   | Républicain |             |
| 1945-1947   | Perrine Palmer, Jr.  | Républicain |             |
| 1947-1949   | Robert L. Floyd      | Démocrate   |             |
| 1949-1951   | William M. Wolffarth | Républicain |             |
| 1951-1953   | Chelsie J. Senerchia | Républicain |             |
| 1953-1955   | Abe Aronovitz        | Républicain |             |
| 1955-1957   | Randy Christmas      | Républicain |             |
| 1957-1967   | Robert King High     | Démocrate   |             |
| 1967-1970   | Stephen P. Clark     | Démocrate   |             |
|             |                      | Démocrate   |             |
| 1973        | Maurice Ferre        | Démocrate   |             |
| 1973        | David T. Kennedy     | Démocrate   |             |
| 1973-1985   | Maurice Ferre        | Démocrate   |             |
| 1985-1993   | Xavier Suarez        | Démocrate   |             |
| 1993-1996   | Stephen P. Clark     | Démocrate   |             |
| 1996        | Willy Gort           | Républicain | par intérim |
| 1996-1997   | Joe Carollo          | Républicain |             |
| 1997-1998   | Xavier Suarez        | Démocrate   |             |
| 1998-2001   | Joe Carollo          | Républicain |             |
| 2001-2009   | Manny Diaz           | Indépendant |             |
| 2009-2017   | Tomás Regalado       | Républicain |             |
| depuis 2017 | Francis X. Suarez    | Républicain |             |